# Α・アジール
α・アジール（アルパ・アジール、ALPHA AZIERU）は、「ガンダムシリーズ」に登場する架空の兵器。有人操縦式の機動兵器「モビルアーマー (MA)」のひとつ。初出は、1988年公開のアニメーション映画『機動戦士ガンダム 逆襲のシャア』。
作中の軍事勢力の一つネオ・ジオン軍の試作機で、特殊な能力を持つニュータイプの専用機として開発される。歴代の「ガンダムシリーズ」の中でも大型の機体の一つで、無線誘導式のビーム砲台「ファンネル」などの強力な火器を多数搭載している。劇中では、地球連邦政府高官の娘でネオ・ジオン軍に参加したクェス・エア（クェス・パラヤ）が搭乗する。
本記事では、外伝作品などに登場するバリエーション機などについても解説する。

## デザイン
企画当初、このMAの劇中への登場は予定されていなかったが、デザイナーの出渕裕がやはり「ガンダム」の最後の敵はMAのほうがよいのではないかと考え、自身の描いた「サイコ・ドーガ」候補のラフデザインに勝手に「ネオ・ジオング」と名付けてプレゼンした結果、正式に採用された。MAとしての異形感を出すために試行錯誤を重ねた結果、きちんとした腕部を持たず、脚部もないデザインとなった。またスケール感を出すために優美にならないよう部分部分の塊を意識してデザインされ、巨大なプロペラントタンクも付けられた。ファンネルの形状が他のネオ・ジオン軍MSと異なるのは、スカートにトゲが生えているようにしたかったから。胴体はラフ稿からほぼ変わっていないが、頭部に関しては決定稿に到達するまでに幾度もデザインが変更されている。
なお、「ネオ・ジオング」の名称はのちにアニメ『機動戦士ガンダムUC』において、シナンジュをコアとした巨大MAに使用されている。

## 設定解説
デラーズ紛争期に試作された巨大MA「ノイエ・ジール」の系譜に位置する。先行試作機となるのはサイコ・ドーガである。当初はシャア・アズナブルの専用機とするプランも存在したが、後に個別のMA開発計画として変遷した。
同じ「NZ」の型式番号を持つ大型モビルスーツ (MS) 「クィン・マンサ」の後継機に位置付けられる。また、エルメス、ジオング、キュベレイといったニュータイプ専用機も参考にされ、その集大成と呼べる機体となっている。100メートル超もの全長のほとんどは、パワージェネレーターと推進剤が占めている。高い推進力を誇る対艦用の機体である一方、MSとの至近戦闘は不得手であるため、ファンネルと有線メガアーム砲によってこれをカバーしている。なお、本機は強襲用MAに位置付けられるため、脚部を持たない。その代わり、長大な円筒状の増槽兼ブースターである強襲用シュツルムスラスターユニットを2本接続している。このユニットは、地球の周回軌道に乗れるほどの推力を機体にもたらし、戦闘空域への迅速な到着を実現させる。燃料を使い切った際はデッドウェイト化を避けるために切り離される。操縦用インターフェースはサザビーやヤクト・ドーガと同系のものが採用され、コクピットは頭部に設置されている。背部にはヘッド・カバー・ブースターを装備しており、輸送時や駐機時には前方に下ろして頭部を覆う。ヘッド・カバーを展開した状態は「戦闘形態」と呼ばれる。
その全長ゆえに通常サイズの艦船には格納できないため、駐機時は外部に係留して曳航される。なお、腰部スカート・アーマー裏側には、前部に1基ずつ、後部に1基、駐機用の着陸脚が装備されている。「GUNDAM EVOLVE 5」では独自の機構が演出されており、両肩を折り畳んだ状態や肩と胴体下部ならびブースターをパージし、ヘッド・カバーブースターを下して高速移動する様子も描かれている。

### 武装
2連装バルカン砲
額部と側頭部に計6門を装備。額部のもの（単装2門ともいわれる）は毎分6,000発もの弾丸を発射する。「GUNDAM EVOLVE 5」では自暴自棄となったクェスがハサウェイ搭乗のジェガンを本装備だけで大破させるシーンが描かれている。
メガ粒子砲
口部に装備。出力19.5メガワットで、戦艦並みの攻撃力を誇る。戦況に応じてビームの収束・拡散の切り替えが可能。劇中では一射で大量のミサイル群やMS部隊を大量破壊する高威力を見せる一方で、連射が出来ない為、限られた場面でのみ使用している。また自機のファンネル攻撃を全て防ぎ切っていたνガンダムのフィン・ファンネル・バリアーに照射し打ち破ることには成功したものの、僅かの隙にνガンダムに回避されてしまう。
有線サイコミュ式メガ・アーム砲
両肩に装備される、有線式の遠隔誘導端末。1基あたり5門の砲身を持ち、それぞれの砲身はサイコミュによって制御され、別々の目標を狙い撃つことが可能。1門だけで12.6メガワットもの出力を誇り、5門で1つの標的を狙った場合の出力は63メガワットとなる。射角が広く取れ広範囲に連続発射が可能な事から、劇中では本機の主力武装として活躍しロンドベル隊を苦しめた。しかし、νガンダムとの対戦ではクェスの焦りにより左右から挟み撃ちにしようとする際、左側のメガ・アーム砲で右側のものを撃ち落としてしまい失う。その後、ハサウェイ・ノアの搭乗するジェガンが残った左側の端末を掴み取り、リ・ガズィの放った3発のグレネード・ランチャーを迎撃した。リ・ガズィ本体に向けて放った際には、螺旋のような特徴的な形状に収束している。
ファンネル
スカートアーマー後部に9基をマウントする。MSの胴体ほどの大型サイズであり「大口径ファンネル」とも呼ばれる。熱核反応炉を内蔵しているため、本来はビット兵器の類であり「ファンネル」と呼ぶのは語弊があると指摘する資料もある。1基当たり20.4メガワットもの大出力を誇るとされるが、νガンダムのフィン・ファンネル・バリアーには完全に防御され、直接ファンネルをバリアーにぶつけるも容易に弾かれる。その際、サイコ・ウェーブの干渉によってクェス自身が精神的ダメージを受ける描写がある。劇中ではジェガン部隊を圧倒するがνガンダムの前では容易に次々に撃ち落されてしまう。
Iフィールド・ジェネレーター　/　大型メガ粒子砲
資料によって胸部の凹みの赤く塗られた部分はIフィールド・ジェネレーターとするもの、Iフィールドジェネレーターを装備するものが存在する。一方で、2006年8月に発売されたフィギュア『ガンダムコレクション 1/400 α・アジール』付属説明書では大型メガ粒子砲とされている。
ゲームでも判断が分かれており、「スーパーロボット大戦シリーズ」の一部ではIフィールド装備、2008年2月発売の『ギレンの野望 アクシズの脅威V』ではメガ粒子砲を2種類装備し、Iフィールドを非装備となっている。『SDガンダム GGENERATION』シリーズではほぼ全作でIフィールドを装備しているが、2011年2月発売の『SDガンダム G GENERATION OVER WORLD』では非装備に変更されている。さらに近年のスーパーロボット大戦シリーズでも装備されていない。
なお、劇中ではIフィールドでビーム兵器を防御しているような描写も、胸部からメガ粒子砲を発射している描写もなく、ジェガンより背部にビーム・ライフルの直撃を受けた際にはスカートアーマーの一部とその近くのファンネルを破壊されている。また、νガンダムのビーム・ライフルの直撃も受けているが、撃破には至らず、首の付け根のアームと動力パイプを損傷しただけで戦闘を続行している。

### 劇中での活躍
ネオ・ジオン旗艦レウルーラに曳航されてアクシズに運び込まれ、シャア・アズナブルがアクシズを地球へ落とす最終作戦の開始時、戦場に投入される。先の戦闘で自分のヤクト・ドーガを損傷したクェス・エア（クェス・パラヤ）が搭乗し、ほぼ無傷のままロンド・ベルのMS隊を圧倒する。
その後、ギュネイ・ガスが駆るヤクト・ドーガの援護を受けつつアムロ・レイのνガンダムと交戦する。2人同時のファンネル攻撃を駆使してアムロを撃墜寸前まで追い詰めるが、νガンダムのフィン・ファンネルがバリアーになって猛追を凌ぎきったこの戦闘でギュネイは戦死し、α・アジールはファンネル全機と右のメガアーム砲を失ったうえ、νガンダムのビームライフルによって首の付け根の動力パイプを損傷する。
ギュネイを撃墜してアクシズへ飛び去るアムロを追う際、クェスはハサウェイ・ノアが搭乗するジェガンとチェーン・アギが搭乗するリ・ガズィに遭遇する。クェスはチェーンに対して左のメガビーム砲で攻撃を仕掛けるが、サイコフレーム試料のバリアーによって防がれてしまう。チェーンは反撃として腰のグレネードランチャーを3発撃ち、この攻撃を見たクェスは3発の弾頭にサイコフレーム試料のビジョンを見ている。ハサウェイがジェガンからα・アジールの左のメガビーム砲を操作して全弾撃墜したことにより、被害を受けることはなかった。なおもクェスの説得をあきらめないハサウェイはコックピットから降りて直接本機に乗り込もうとするが、クェスはそれを拒絶してしまう。
そして、リ・ガズィから二度目の攻撃として放たれた1発のグレネードランチャーの直撃を悟ったクェスは、ハサウェイをかばってジェガンを振り解く。その結果、グレネードランチャーは首元の損傷部分に直撃して本機は爆散し、クェスも死亡した。
小説『機動戦士ガンダム 逆襲のシャア ベルトーチカ・チルドレン』では、窮地のシャアを救うためにアムロのνガンダムを機体ごと押し潰そうとする。そのとき、ハサウェイが搭乗するジェガンのビーム・ライフルの射撃が偶然コクピットに直撃し、撃墜される。
CGアニメ『GUNDAM EVOLVE 5 RX-93 ν GUNDAM』では、新解釈により、本機の攻撃・防衛モードなどの変形ギミックや、コアユニット以外の機体構成を排除しての高速移動をしている。

## サイコ・ドーガ
プラモデル『1/144 ヤクト・ドーガ（クェス・パラヤ専用機）』付属説明書が初出で、その後は『CCA-MSV』に分類された。
サザビーの開発と同時期に試作された機体。サイコミュの小型化をあきらめ、機体を大型化して十分な機能を持たせている。腰のアーマーにファンネルを6基、両肩のアーマーに有線サイコミュ式ビーム砲を各1基搭載している。この時点でα・アジールの面影がうかがえ、塗装も同じくベージュを基調としているが、腕部の形状はヤクト・ドーガに近い。また、スカートアーマーの内側には三本爪状のランディングギアを備えている。
サザビーの完成を受けて設計が変更され、より大型のMAであるα・アジールが完成している。
なお、小説『機動戦士ガンダム 逆襲のシャア ベルトーチカ・チルドレン』に登場する「サイコ・ドーガ」とは別の機体である。同小説版のサイコ・ドーガは後年に「サイコ・ギラ・ドーガ」と設定されて区別されていたが、2022年現在ではそちらの機体が（改めて製品化の際にも）「サイコ・ドーガ」と呼称されており、本機体についての言及は見られなくなっている。

## β・アジール
プラモデル『1/550 α・アジール』付属説明書が初出であるが、『CCA-MSV』には含まれていない（型式番号：NZ-444）。
α・アジールの発展型で、ナイチンゲールの延長線上にもある可能性も指摘されている。画稿は降着姿勢のみしか発表されていない。基本的にはα・アジールと同様であるが、ヘッド・カバー・ブースター後部にさらにブースターを追加装備しているのが最大の相違点である。このブースターと、腰部アーマーに2連装の砲塔が装備され、ヘッド・カバー・ブースター上部にモノアイが追加されている。塗装は赤を基調に一部白とグレーで塗られている。
2016年発売のゲーム『SDガンダム GGENERATION GENESIS』でシリーズ初のユニット化がなされ、映像にも登場する。ゲーム内では戦闘中もヘッド・カバー・ブースターは下ろしたままである。2連装の砲塔は「2連装メガ粒子砲」とされ、ヘッド・カバー・ブースター側面左右に2連装大型対艦ミサイル、胸部にハイパー・メガ粒子砲を装備。また、サイコフレームも使用されている。

## エビル・ドーガ
ゲーム『SDガンダム GGENERATION』シリーズに登場。クロスボーン・バンガードのニュータイプ専用MA。（型式番号：XMA-02）

## ディガンマ・アジール
トレーディングカードアーケードゲーム『ガンダムトライエイジ』に登場するオリジナル機体（型式番号NZ-333、頭頂高117.5m、本体重量229.3t）。
「BUILD MS IF設定」によれば、重力下での使用を前提としており、ネオ・ジオン軍の地球寒冷化作戦成功後に連邦軍の残存拠点を殲滅するためにα・アジールを改修した超巨大MSとされる。ヤクト・ドーガのものをスケールアップしたようなデザインの四肢をもつ。腕部は無線式のファンネル・ハンドになっており、射出後の基部からはビーム・ハンドを発生させることができる。当初はその外観から「完璧」という言葉を冠する予定であったが、戦況の変化によって開発は中断され、使われなくなったギリシア文字であるディガンマ（ϝ）があてがわれている。
デザイナーの関西リョウジは、ナイチンゲールとの差別化のために同じ時代の機体と違和感が出ないような配色にしたとしている。